# Parechinotachina plumitarsis
Parechinotachina plumitarsis là một loài ruồi trong họ Tachinidae.